# Пику, Анри-Пьер
Анри-Пьер Пику (фр. Henri Pierre Picou, 27 февраля 1824, Нант, Франция — 17 июля 1895) — французский живописец академического направления.

## Биография
|   | a | b | c | d | e | f | g | h |   |
| - | --- | --- | --- | --- | --- | --- | --- | --- | - |
| 8 | c8 чёрная ладья · g8 чёрная ладья · a7 чёрный слон · f7 белый ферзь · g7 белый слон · h7 чёрный слон · c6 белая пешка · e5 белая ладья · a4 белый король · b4 чёрная пешка · d3 чёрный король · d2 чёрная пешка · g2 чёрная пешка · h2 белая пешка · c1 чёрный конь · d1 белый конь · e1 чёрный конь · h1 белый конь | c8 чёрная ладья · g8 чёрная ладья · a7 чёрный слон · f7 белый ферзь · g7 белый слон · h7 чёрный слон · c6 белая пешка · e5 белая ладья · a4 белый король · b4 чёрная пешка · d3 чёрный король · d2 чёрная пешка · g2 чёрная пешка · h2 белая пешка · c1 чёрный конь · d1 белый конь · e1 чёрный конь · h1 белый конь | c8 чёрная ладья · g8 чёрная ладья · a7 чёрный слон · f7 белый ферзь · g7 белый слон · h7 чёрный слон · c6 белая пешка · e5 белая ладья · a4 белый король · b4 чёрная пешка · d3 чёрный король · d2 чёрная пешка · g2 чёрная пешка · h2 белая пешка · c1 чёрный конь · d1 белый конь · e1 чёрный конь · h1 белый конь | c8 чёрная ладья · g8 чёрная ладья · a7 чёрный слон · f7 белый ферзь · g7 белый слон · h7 чёрный слон · c6 белая пешка · e5 белая ладья · a4 белый король · b4 чёрная пешка · d3 чёрный король · d2 чёрная пешка · g2 чёрная пешка · h2 белая пешка · c1 чёрный конь · d1 белый конь · e1 чёрный конь · h1 белый конь | c8 чёрная ладья · g8 чёрная ладья · a7 чёрный слон · f7 белый ферзь · g7 белый слон · h7 чёрный слон · c6 белая пешка · e5 белая ладья · a4 белый король · b4 чёрная пешка · d3 чёрный король · d2 чёрная пешка · g2 чёрная пешка · h2 белая пешка · c1 чёрный конь · d1 белый конь · e1 чёрный конь · h1 белый конь | c8 чёрная ладья · g8 чёрная ладья · a7 чёрный слон · f7 белый ферзь · g7 белый слон · h7 чёрный слон · c6 белая пешка · e5 белая ладья · a4 белый король · b4 чёрная пешка · d3 чёрный король · d2 чёрная пешка · g2 чёрная пешка · h2 белая пешка · c1 чёрный конь · d1 белый конь · e1 чёрный конь · h1 белый конь | c8 чёрная ладья · g8 чёрная ладья · a7 чёрный слон · f7 белый ферзь · g7 белый слон · h7 чёрный слон · c6 белая пешка · e5 белая ладья · a4 белый король · b4 чёрная пешка · d3 чёрный король · d2 чёрная пешка · g2 чёрная пешка · h2 белая пешка · c1 чёрный конь · d1 белый конь · e1 чёрный конь · h1 белый конь | c8 чёрная ладья · g8 чёрная ладья · a7 чёрный слон · f7 белый ферзь · g7 белый слон · h7 чёрный слон · c6 белая пешка · e5 белая ладья · a4 белый король · b4 чёрная пешка · d3 чёрный король · d2 чёрная пешка · g2 чёрная пешка · h2 белая пешка · c1 чёрный конь · d1 белый конь · e1 чёрный конь · h1 белый конь | 8 |
| 7 | c8 чёрная ладья · g8 чёрная ладья · a7 чёрный слон · f7 белый ферзь · g7 белый слон · h7 чёрный слон · c6 белая пешка · e5 белая ладья · a4 белый король · b4 чёрная пешка · d3 чёрный король · d2 чёрная пешка · g2 чёрная пешка · h2 белая пешка · c1 чёрный конь · d1 белый конь · e1 чёрный конь · h1 белый конь | c8 чёрная ладья · g8 чёрная ладья · a7 чёрный слон · f7 белый ферзь · g7 белый слон · h7 чёрный слон · c6 белая пешка · e5 белая ладья · a4 белый король · b4 чёрная пешка · d3 чёрный король · d2 чёрная пешка · g2 чёрная пешка · h2 белая пешка · c1 чёрный конь · d1 белый конь · e1 чёрный конь · h1 белый конь | c8 чёрная ладья · g8 чёрная ладья · a7 чёрный слон · f7 белый ферзь · g7 белый слон · h7 чёрный слон · c6 белая пешка · e5 белая ладья · a4 белый король · b4 чёрная пешка · d3 чёрный король · d2 чёрная пешка · g2 чёрная пешка · h2 белая пешка · c1 чёрный конь · d1 белый конь · e1 чёрный конь · h1 белый конь | c8 чёрная ладья · g8 чёрная ладья · a7 чёрный слон · f7 белый ферзь · g7 белый слон · h7 чёрный слон · c6 белая пешка · e5 белая ладья · a4 белый король · b4 чёрная пешка · d3 чёрный король · d2 чёрная пешка · g2 чёрная пешка · h2 белая пешка · c1 чёрный конь · d1 белый конь · e1 чёрный конь · h1 белый конь | c8 чёрная ладья · g8 чёрная ладья · a7 чёрный слон · f7 белый ферзь · g7 белый слон · h7 чёрный слон · c6 белая пешка · e5 белая ладья · a4 белый король · b4 чёрная пешка · d3 чёрный король · d2 чёрная пешка · g2 чёрная пешка · h2 белая пешка · c1 чёрный конь · d1 белый конь · e1 чёрный конь · h1 белый конь | c8 чёрная ладья · g8 чёрная ладья · a7 чёрный слон · f7 белый ферзь · g7 белый слон · h7 чёрный слон · c6 белая пешка · e5 белая ладья · a4 белый король · b4 чёрная пешка · d3 чёрный король · d2 чёрная пешка · g2 чёрная пешка · h2 белая пешка · c1 чёрный конь · d1 белый конь · e1 чёрный конь · h1 белый конь | c8 чёрная ладья · g8 чёрная ладья · a7 чёрный слон · f7 белый ферзь · g7 белый слон · h7 чёрный слон · c6 белая пешка · e5 белая ладья · a4 белый король · b4 чёрная пешка · d3 чёрный король · d2 чёрная пешка · g2 чёрная пешка · h2 белая пешка · c1 чёрный конь · d1 белый конь · e1 чёрный конь · h1 белый конь | c8 чёрная ладья · g8 чёрная ладья · a7 чёрный слон · f7 белый ферзь · g7 белый слон · h7 чёрный слон · c6 белая пешка · e5 белая ладья · a4 белый король · b4 чёрная пешка · d3 чёрный король · d2 чёрная пешка · g2 чёрная пешка · h2 белая пешка · c1 чёрный конь · d1 белый конь · e1 чёрный конь · h1 белый конь | 7 |
| 6 | c8 чёрная ладья · g8 чёрная ладья · a7 чёрный слон · f7 белый ферзь · g7 белый слон · h7 чёрный слон · c6 белая пешка · e5 белая ладья · a4 белый король · b4 чёрная пешка · d3 чёрный король · d2 чёрная пешка · g2 чёрная пешка · h2 белая пешка · c1 чёрный конь · d1 белый конь · e1 чёрный конь · h1 белый конь | c8 чёрная ладья · g8 чёрная ладья · a7 чёрный слон · f7 белый ферзь · g7 белый слон · h7 чёрный слон · c6 белая пешка · e5 белая ладья · a4 белый король · b4 чёрная пешка · d3 чёрный король · d2 чёрная пешка · g2 чёрная пешка · h2 белая пешка · c1 чёрный конь · d1 белый конь · e1 чёрный конь · h1 белый конь | c8 чёрная ладья · g8 чёрная ладья · a7 чёрный слон · f7 белый ферзь · g7 белый слон · h7 чёрный слон · c6 белая пешка · e5 белая ладья · a4 белый король · b4 чёрная пешка · d3 чёрный король · d2 чёрная пешка · g2 чёрная пешка · h2 белая пешка · c1 чёрный конь · d1 белый конь · e1 чёрный конь · h1 белый конь | c8 чёрная ладья · g8 чёрная ладья · a7 чёрный слон · f7 белый ферзь · g7 белый слон · h7 чёрный слон · c6 белая пешка · e5 белая ладья · a4 белый король · b4 чёрная пешка · d3 чёрный король · d2 чёрная пешка · g2 чёрная пешка · h2 белая пешка · c1 чёрный конь · d1 белый конь · e1 чёрный конь · h1 белый конь | c8 чёрная ладья · g8 чёрная ладья · a7 чёрный слон · f7 белый ферзь · g7 белый слон · h7 чёрный слон · c6 белая пешка · e5 белая ладья · a4 белый король · b4 чёрная пешка · d3 чёрный король · d2 чёрная пешка · g2 чёрная пешка · h2 белая пешка · c1 чёрный конь · d1 белый конь · e1 чёрный конь · h1 белый конь | c8 чёрная ладья · g8 чёрная ладья · a7 чёрный слон · f7 белый ферзь · g7 белый слон · h7 чёрный слон · c6 белая пешка · e5 белая ладья · a4 белый король · b4 чёрная пешка · d3 чёрный король · d2 чёрная пешка · g2 чёрная пешка · h2 белая пешка · c1 чёрный конь · d1 белый конь · e1 чёрный конь · h1 белый конь | c8 чёрная ладья · g8 чёрная ладья · a7 чёрный слон · f7 белый ферзь · g7 белый слон · h7 чёрный слон · c6 белая пешка · e5 белая ладья · a4 белый король · b4 чёрная пешка · d3 чёрный король · d2 чёрная пешка · g2 чёрная пешка · h2 белая пешка · c1 чёрный конь · d1 белый конь · e1 чёрный конь · h1 белый конь | c8 чёрная ладья · g8 чёрная ладья · a7 чёрный слон · f7 белый ферзь · g7 белый слон · h7 чёрный слон · c6 белая пешка · e5 белая ладья · a4 белый король · b4 чёрная пешка · d3 чёрный король · d2 чёрная пешка · g2 чёрная пешка · h2 белая пешка · c1 чёрный конь · d1 белый конь · e1 чёрный конь · h1 белый конь | 6 |
| 5 | c8 чёрная ладья · g8 чёрная ладья · a7 чёрный слон · f7 белый ферзь · g7 белый слон · h7 чёрный слон · c6 белая пешка · e5 белая ладья · a4 белый король · b4 чёрная пешка · d3 чёрный король · d2 чёрная пешка · g2 чёрная пешка · h2 белая пешка · c1 чёрный конь · d1 белый конь · e1 чёрный конь · h1 белый конь | c8 чёрная ладья · g8 чёрная ладья · a7 чёрный слон · f7 белый ферзь · g7 белый слон · h7 чёрный слон · c6 белая пешка · e5 белая ладья · a4 белый король · b4 чёрная пешка · d3 чёрный король · d2 чёрная пешка · g2 чёрная пешка · h2 белая пешка · c1 чёрный конь · d1 белый конь · e1 чёрный конь · h1 белый конь | c8 чёрная ладья · g8 чёрная ладья · a7 чёрный слон · f7 белый ферзь · g7 белый слон · h7 чёрный слон · c6 белая пешка · e5 белая ладья · a4 белый король · b4 чёрная пешка · d3 чёрный король · d2 чёрная пешка · g2 чёрная пешка · h2 белая пешка · c1 чёрный конь · d1 белый конь · e1 чёрный конь · h1 белый конь | c8 чёрная ладья · g8 чёрная ладья · a7 чёрный слон · f7 белый ферзь · g7 белый слон · h7 чёрный слон · c6 белая пешка · e5 белая ладья · a4 белый король · b4 чёрная пешка · d3 чёрный король · d2 чёрная пешка · g2 чёрная пешка · h2 белая пешка · c1 чёрный конь · d1 белый конь · e1 чёрный конь · h1 белый конь | c8 чёрная ладья · g8 чёрная ладья · a7 чёрный слон · f7 белый ферзь · g7 белый слон · h7 чёрный слон · c6 белая пешка · e5 белая ладья · a4 белый король · b4 чёрная пешка · d3 чёрный король · d2 чёрная пешка · g2 чёрная пешка · h2 белая пешка · c1 чёрный конь · d1 белый конь · e1 чёрный конь · h1 белый конь | c8 чёрная ладья · g8 чёрная ладья · a7 чёрный слон · f7 белый ферзь · g7 белый слон · h7 чёрный слон · c6 белая пешка · e5 белая ладья · a4 белый король · b4 чёрная пешка · d3 чёрный король · d2 чёрная пешка · g2 чёрная пешка · h2 белая пешка · c1 чёрный конь · d1 белый конь · e1 чёрный конь · h1 белый конь | c8 чёрная ладья · g8 чёрная ладья · a7 чёрный слон · f7 белый ферзь · g7 белый слон · h7 чёрный слон · c6 белая пешка · e5 белая ладья · a4 белый король · b4 чёрная пешка · d3 чёрный король · d2 чёрная пешка · g2 чёрная пешка · h2 белая пешка · c1 чёрный конь · d1 белый конь · e1 чёрный конь · h1 белый конь | c8 чёрная ладья · g8 чёрная ладья · a7 чёрный слон · f7 белый ферзь · g7 белый слон · h7 чёрный слон · c6 белая пешка · e5 белая ладья · a4 белый король · b4 чёрная пешка · d3 чёрный король · d2 чёрная пешка · g2 чёрная пешка · h2 белая пешка · c1 чёрный конь · d1 белый конь · e1 чёрный конь · h1 белый конь | 5 |
| 4 | c8 чёрная ладья · g8 чёрная ладья · a7 чёрный слон · f7 белый ферзь · g7 белый слон · h7 чёрный слон · c6 белая пешка · e5 белая ладья · a4 белый король · b4 чёрная пешка · d3 чёрный король · d2 чёрная пешка · g2 чёрная пешка · h2 белая пешка · c1 чёрный конь · d1 белый конь · e1 чёрный конь · h1 белый конь | c8 чёрная ладья · g8 чёрная ладья · a7 чёрный слон · f7 белый ферзь · g7 белый слон · h7 чёрный слон · c6 белая пешка · e5 белая ладья · a4 белый король · b4 чёрная пешка · d3 чёрный король · d2 чёрная пешка · g2 чёрная пешка · h2 белая пешка · c1 чёрный конь · d1 белый конь · e1 чёрный конь · h1 белый конь | c8 чёрная ладья · g8 чёрная ладья · a7 чёрный слон · f7 белый ферзь · g7 белый слон · h7 чёрный слон · c6 белая пешка · e5 белая ладья · a4 белый король · b4 чёрная пешка · d3 чёрный король · d2 чёрная пешка · g2 чёрная пешка · h2 белая пешка · c1 чёрный конь · d1 белый конь · e1 чёрный конь · h1 белый конь | c8 чёрная ладья · g8 чёрная ладья · a7 чёрный слон · f7 белый ферзь · g7 белый слон · h7 чёрный слон · c6 белая пешка · e5 белая ладья · a4 белый король · b4 чёрная пешка · d3 чёрный король · d2 чёрная пешка · g2 чёрная пешка · h2 белая пешка · c1 чёрный конь · d1 белый конь · e1 чёрный конь · h1 белый конь | c8 чёрная ладья · g8 чёрная ладья · a7 чёрный слон · f7 белый ферзь · g7 белый слон · h7 чёрный слон · c6 белая пешка · e5 белая ладья · a4 белый король · b4 чёрная пешка · d3 чёрный король · d2 чёрная пешка · g2 чёрная пешка · h2 белая пешка · c1 чёрный конь · d1 белый конь · e1 чёрный конь · h1 белый конь | c8 чёрная ладья · g8 чёрная ладья · a7 чёрный слон · f7 белый ферзь · g7 белый слон · h7 чёрный слон · c6 белая пешка · e5 белая ладья · a4 белый король · b4 чёрная пешка · d3 чёрный король · d2 чёрная пешка · g2 чёрная пешка · h2 белая пешка · c1 чёрный конь · d1 белый конь · e1 чёрный конь · h1 белый конь | c8 чёрная ладья · g8 чёрная ладья · a7 чёрный слон · f7 белый ферзь · g7 белый слон · h7 чёрный слон · c6 белая пешка · e5 белая ладья · a4 белый король · b4 чёрная пешка · d3 чёрный король · d2 чёрная пешка · g2 чёрная пешка · h2 белая пешка · c1 чёрный конь · d1 белый конь · e1 чёрный конь · h1 белый конь | c8 чёрная ладья · g8 чёрная ладья · a7 чёрный слон · f7 белый ферзь · g7 белый слон · h7 чёрный слон · c6 белая пешка · e5 белая ладья · a4 белый король · b4 чёрная пешка · d3 чёрный король · d2 чёрная пешка · g2 чёрная пешка · h2 белая пешка · c1 чёрный конь · d1 белый конь · e1 чёрный конь · h1 белый конь | 4 |
| 3 | c8 чёрная ладья · g8 чёрная ладья · a7 чёрный слон · f7 белый ферзь · g7 белый слон · h7 чёрный слон · c6 белая пешка · e5 белая ладья · a4 белый король · b4 чёрная пешка · d3 чёрный король · d2 чёрная пешка · g2 чёрная пешка · h2 белая пешка · c1 чёрный конь · d1 белый конь · e1 чёрный конь · h1 белый конь | c8 чёрная ладья · g8 чёрная ладья · a7 чёрный слон · f7 белый ферзь · g7 белый слон · h7 чёрный слон · c6 белая пешка · e5 белая ладья · a4 белый король · b4 чёрная пешка · d3 чёрный король · d2 чёрная пешка · g2 чёрная пешка · h2 белая пешка · c1 чёрный конь · d1 белый конь · e1 чёрный конь · h1 белый конь | c8 чёрная ладья · g8 чёрная ладья · a7 чёрный слон · f7 белый ферзь · g7 белый слон · h7 чёрный слон · c6 белая пешка · e5 белая ладья · a4 белый король · b4 чёрная пешка · d3 чёрный король · d2 чёрная пешка · g2 чёрная пешка · h2 белая пешка · c1 чёрный конь · d1 белый конь · e1 чёрный конь · h1 белый конь | c8 чёрная ладья · g8 чёрная ладья · a7 чёрный слон · f7 белый ферзь · g7 белый слон · h7 чёрный слон · c6 белая пешка · e5 белая ладья · a4 белый король · b4 чёрная пешка · d3 чёрный король · d2 чёрная пешка · g2 чёрная пешка · h2 белая пешка · c1 чёрный конь · d1 белый конь · e1 чёрный конь · h1 белый конь | c8 чёрная ладья · g8 чёрная ладья · a7 чёрный слон · f7 белый ферзь · g7 белый слон · h7 чёрный слон · c6 белая пешка · e5 белая ладья · a4 белый король · b4 чёрная пешка · d3 чёрный король · d2 чёрная пешка · g2 чёрная пешка · h2 белая пешка · c1 чёрный конь · d1 белый конь · e1 чёрный конь · h1 белый конь | c8 чёрная ладья · g8 чёрная ладья · a7 чёрный слон · f7 белый ферзь · g7 белый слон · h7 чёрный слон · c6 белая пешка · e5 белая ладья · a4 белый король · b4 чёрная пешка · d3 чёрный король · d2 чёрная пешка · g2 чёрная пешка · h2 белая пешка · c1 чёрный конь · d1 белый конь · e1 чёрный конь · h1 белый конь | c8 чёрная ладья · g8 чёрная ладья · a7 чёрный слон · f7 белый ферзь · g7 белый слон · h7 чёрный слон · c6 белая пешка · e5 белая ладья · a4 белый король · b4 чёрная пешка · d3 чёрный король · d2 чёрная пешка · g2 чёрная пешка · h2 белая пешка · c1 чёрный конь · d1 белый конь · e1 чёрный конь · h1 белый конь | c8 чёрная ладья · g8 чёрная ладья · a7 чёрный слон · f7 белый ферзь · g7 белый слон · h7 чёрный слон · c6 белая пешка · e5 белая ладья · a4 белый король · b4 чёрная пешка · d3 чёрный король · d2 чёрная пешка · g2 чёрная пешка · h2 белая пешка · c1 чёрный конь · d1 белый конь · e1 чёрный конь · h1 белый конь | 3 |
| 2 | c8 чёрная ладья · g8 чёрная ладья · a7 чёрный слон · f7 белый ферзь · g7 белый слон · h7 чёрный слон · c6 белая пешка · e5 белая ладья · a4 белый король · b4 чёрная пешка · d3 чёрный король · d2 чёрная пешка · g2 чёрная пешка · h2 белая пешка · c1 чёрный конь · d1 белый конь · e1 чёрный конь · h1 белый конь | c8 чёрная ладья · g8 чёрная ладья · a7 чёрный слон · f7 белый ферзь · g7 белый слон · h7 чёрный слон · c6 белая пешка · e5 белая ладья · a4 белый король · b4 чёрная пешка · d3 чёрный король · d2 чёрная пешка · g2 чёрная пешка · h2 белая пешка · c1 чёрный конь · d1 белый конь · e1 чёрный конь · h1 белый конь | c8 чёрная ладья · g8 чёрная ладья · a7 чёрный слон · f7 белый ферзь · g7 белый слон · h7 чёрный слон · c6 белая пешка · e5 белая ладья · a4 белый король · b4 чёрная пешка · d3 чёрный король · d2 чёрная пешка · g2 чёрная пешка · h2 белая пешка · c1 чёрный конь · d1 белый конь · e1 чёрный конь · h1 белый конь | c8 чёрная ладья · g8 чёрная ладья · a7 чёрный слон · f7 белый ферзь · g7 белый слон · h7 чёрный слон · c6 белая пешка · e5 белая ладья · a4 белый король · b4 чёрная пешка · d3 чёрный король · d2 чёрная пешка · g2 чёрная пешка · h2 белая пешка · c1 чёрный конь · d1 белый конь · e1 чёрный конь · h1 белый конь | c8 чёрная ладья · g8 чёрная ладья · a7 чёрный слон · f7 белый ферзь · g7 белый слон · h7 чёрный слон · c6 белая пешка · e5 белая ладья · a4 белый король · b4 чёрная пешка · d3 чёрный король · d2 чёрная пешка · g2 чёрная пешка · h2 белая пешка · c1 чёрный конь · d1 белый конь · e1 чёрный конь · h1 белый конь | c8 чёрная ладья · g8 чёрная ладья · a7 чёрный слон · f7 белый ферзь · g7 белый слон · h7 чёрный слон · c6 белая пешка · e5 белая ладья · a4 белый король · b4 чёрная пешка · d3 чёрный король · d2 чёрная пешка · g2 чёрная пешка · h2 белая пешка · c1 чёрный конь · d1 белый конь · e1 чёрный конь · h1 белый конь | c8 чёрная ладья · g8 чёрная ладья · a7 чёрный слон · f7 белый ферзь · g7 белый слон · h7 чёрный слон · c6 белая пешка · e5 белая ладья · a4 белый король · b4 чёрная пешка · d3 чёрный король · d2 чёрная пешка · g2 чёрная пешка · h2 белая пешка · c1 чёрный конь · d1 белый конь · e1 чёрный конь · h1 белый конь | c8 чёрная ладья · g8 чёрная ладья · a7 чёрный слон · f7 белый ферзь · g7 белый слон · h7 чёрный слон · c6 белая пешка · e5 белая ладья · a4 белый король · b4 чёрная пешка · d3 чёрный король · d2 чёрная пешка · g2 чёрная пешка · h2 белая пешка · c1 чёрный конь · d1 белый конь · e1 чёрный конь · h1 белый конь | 2 |
| 1 | c8 чёрная ладья · g8 чёрная ладья · a7 чёрный слон · f7 белый ферзь · g7 белый слон · h7 чёрный слон · c6 белая пешка · e5 белая ладья · a4 белый король · b4 чёрная пешка · d3 чёрный король · d2 чёрная пешка · g2 чёрная пешка · h2 белая пешка · c1 чёрный конь · d1 белый конь · e1 чёрный конь · h1 белый конь | c8 чёрная ладья · g8 чёрная ладья · a7 чёрный слон · f7 белый ферзь · g7 белый слон · h7 чёрный слон · c6 белая пешка · e5 белая ладья · a4 белый король · b4 чёрная пешка · d3 чёрный король · d2 чёрная пешка · g2 чёрная пешка · h2 белая пешка · c1 чёрный конь · d1 белый конь · e1 чёрный конь · h1 белый конь | c8 чёрная ладья · g8 чёрная ладья · a7 чёрный слон · f7 белый ферзь · g7 белый слон · h7 чёрный слон · c6 белая пешка · e5 белая ладья · a4 белый король · b4 чёрная пешка · d3 чёрный король · d2 чёрная пешка · g2 чёрная пешка · h2 белая пешка · c1 чёрный конь · d1 белый конь · e1 чёрный конь · h1 белый конь | c8 чёрная ладья · g8 чёрная ладья · a7 чёрный слон · f7 белый ферзь · g7 белый слон · h7 чёрный слон · c6 белая пешка · e5 белая ладья · a4 белый король · b4 чёрная пешка · d3 чёрный король · d2 чёрная пешка · g2 чёрная пешка · h2 белая пешка · c1 чёрный конь · d1 белый конь · e1 чёрный конь · h1 белый конь | c8 чёрная ладья · g8 чёрная ладья · a7 чёрный слон · f7 белый ферзь · g7 белый слон · h7 чёрный слон · c6 белая пешка · e5 белая ладья · a4 белый король · b4 чёрная пешка · d3 чёрный король · d2 чёрная пешка · g2 чёрная пешка · h2 белая пешка · c1 чёрный конь · d1 белый конь · e1 чёрный конь · h1 белый конь | c8 чёрная ладья · g8 чёрная ладья · a7 чёрный слон · f7 белый ферзь · g7 белый слон · h7 чёрный слон · c6 белая пешка · e5 белая ладья · a4 белый король · b4 чёрная пешка · d3 чёрный король · d2 чёрная пешка · g2 чёрная пешка · h2 белая пешка · c1 чёрный конь · d1 белый конь · e1 чёрный конь · h1 белый конь | c8 чёрная ладья · g8 чёрная ладья · a7 чёрный слон · f7 белый ферзь · g7 белый слон · h7 чёрный слон · c6 белая пешка · e5 белая ладья · a4 белый король · b4 чёрная пешка · d3 чёрный король · d2 чёрная пешка · g2 чёрная пешка · h2 белая пешка · c1 чёрный конь · d1 белый конь · e1 чёрный конь · h1 белый конь | c8 чёрная ладья · g8 чёрная ладья · a7 чёрный слон · f7 белый ферзь · g7 белый слон · h7 чёрный слон · c6 белая пешка · e5 белая ладья · a4 белый король · b4 чёрная пешка · d3 чёрный король · d2 чёрная пешка · g2 чёрная пешка · h2 белая пешка · c1 чёрный конь · d1 белый конь · e1 чёрный конь · h1 белый конь | 1 |
|   | a | b | c | d | e | f | g | h |   |

Анри-Пьер Пику родился в Нанте. Учился в мастерской Поля Делароша, а позднее — Марка Габриэля Шарля Глейра. Творческий путь Анри-Пьер Пику начал с портретов и картин на исторические темы (на сюжеты средневековья и Нового времени), позже перешёл на темы из античной мифологии. Был представителем академизма и одним из основателей так называемой «новой греческой школы» (иногда воспринимается как представитель неорококо) вместе со своими близкими друзьями Жаном-Леоном Жеромом, Гюставом Буланже и Жаном-Луи Гамоном. Не останавливаясь только на картинах на классические и мифологические сюжеты (некоторые из них вызывают у современного зрителя удивление своими образами — «Взвешивание купидона и бабочки»), Пику также работал над фресками для церквей, в том числе для Капеллы Святых Апостолов в церкви Святого Роха.
Впервые представил свои работы в Парижском салоне 1847 года, а в следующем году был удостоен медали II степени за картину «Антоний и Клеопатра на Кидне». Теофиль Готье писал о ней:

«Картина дает надежду на будущее молодого художника, и находится среди семи или восьми наиболее важных картин Салона»— Théophile Gautier. Salon de 1848
В 1875 году картина была выставлена в Нью-Йорке, а затем приобретена частной художественной галереей в Сан-Франциско.
Пику содержал большую мастерскую в Париже на Boulevard de Magenta. В 1853 году он получил Римскую премию II степени за картину «Иисус, изгоняющий из Храма торговцев», а другую медаль II степени в Парижском салоне в 1857 году.
В творческом наследии художника выделяется картина на экзотический восточный сюжет «Игра в шахматы в Индии», где представлены так называемые «живые шахматы». Картина написана в 1876 году (размер полотна — 191,1 на 281,9 сантиметров).
Популярность художника продолжала расти, он был постоянным участником подобных выставок до 1893 года. Считался самым модным художником поздней Второй империи во Франции.

## Галерея

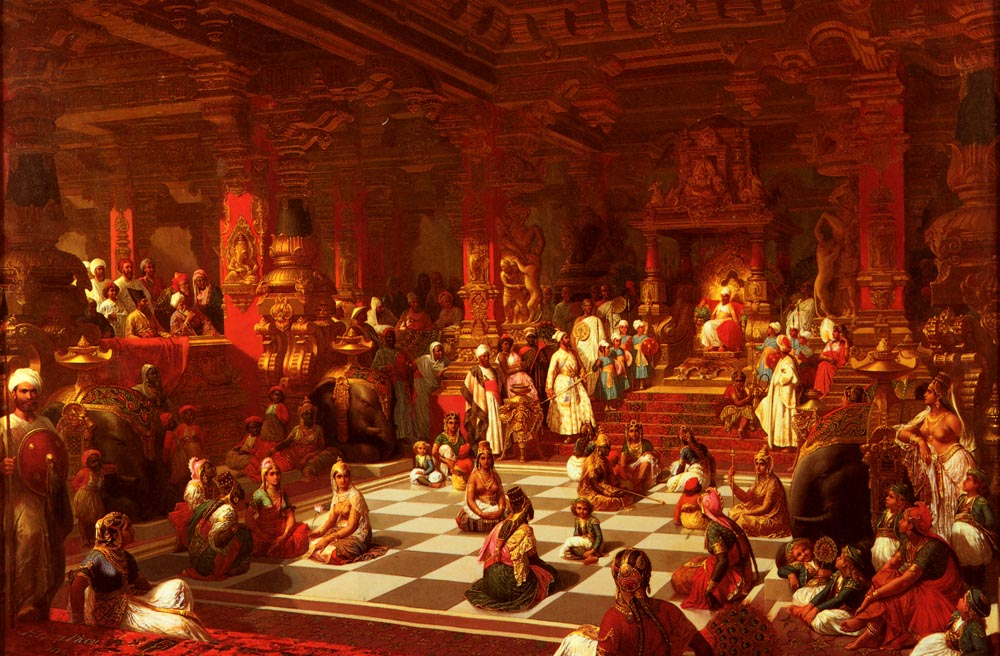
Игра в шахматы в Индии. 1876
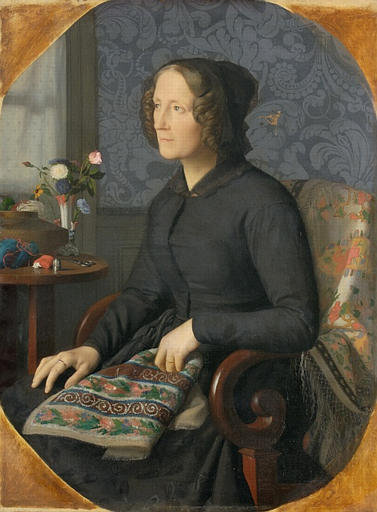
Портрет матери. 1846
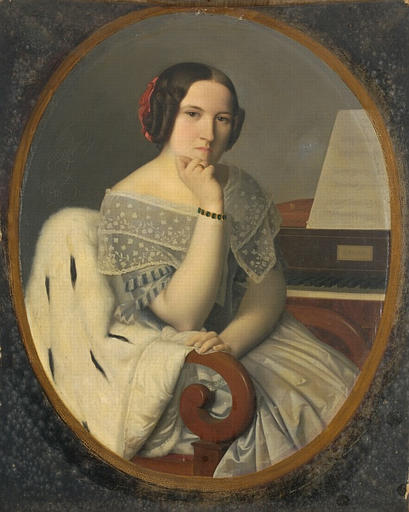
Портрет сестры художника. 1846
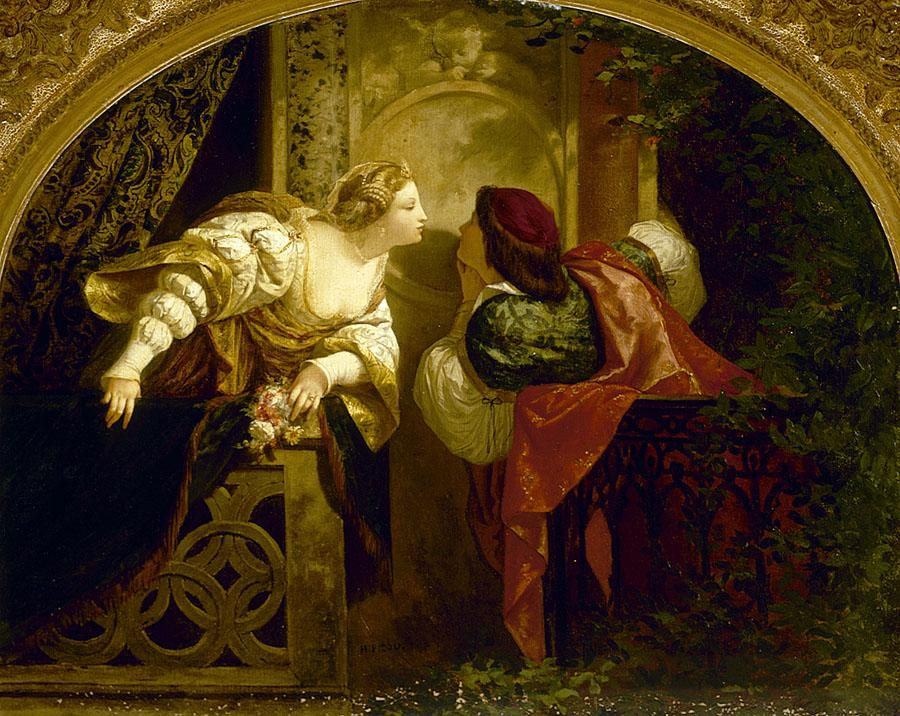
Ромео и Джульета
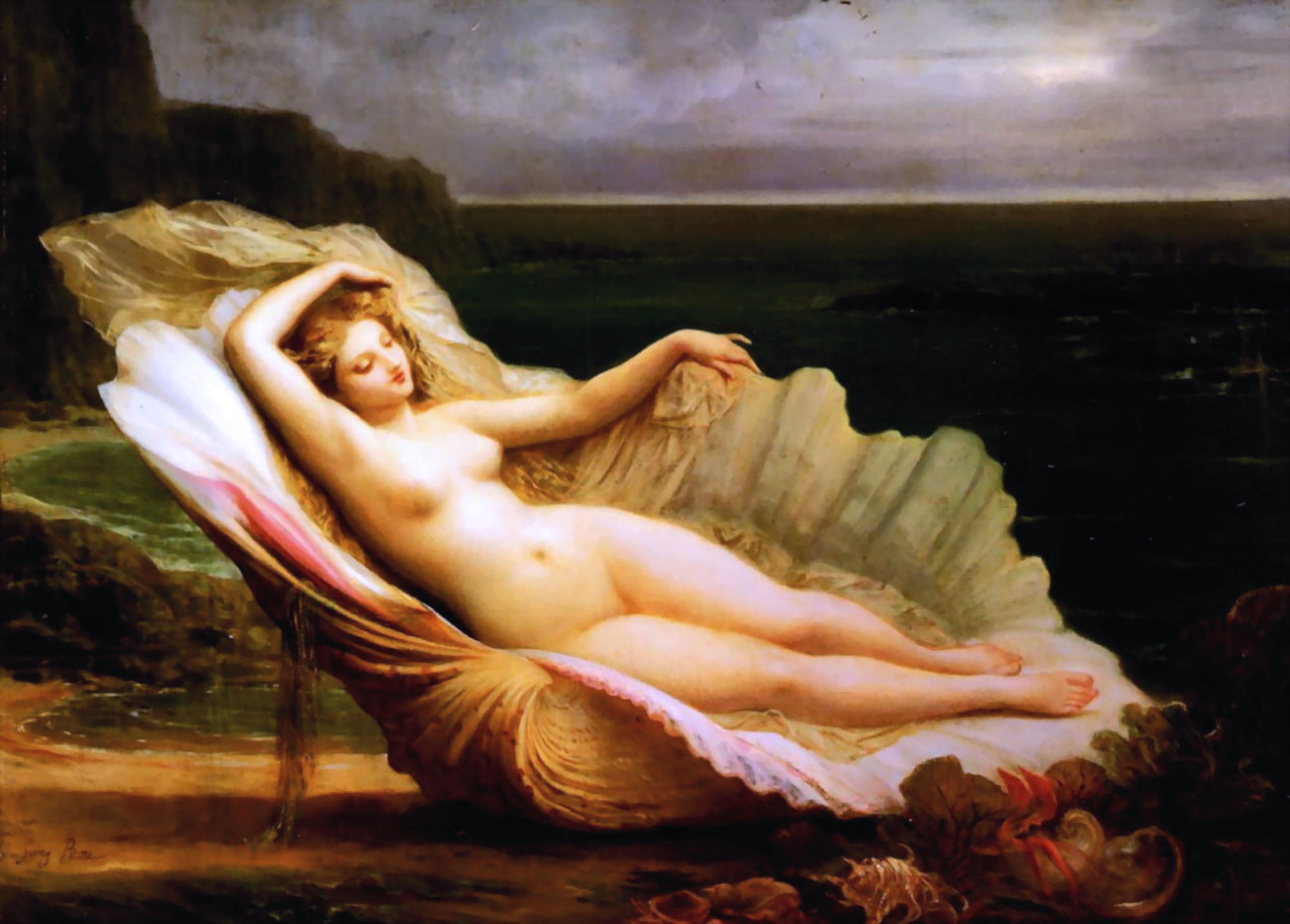
Венера
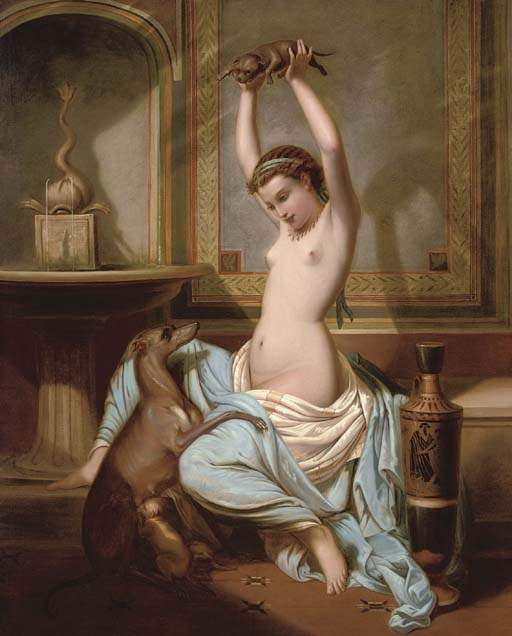
Муза забавляется. 1881